# Bilbao-Gefäß
Als Bilbao-Gefäß bezeichnet man das Griffgefäß eines spanischen Militärdegens, der bis zum 19. Jahrhundert in Gebrauch war. Das Gefäß besteht aus folgenden Griffelementen:
1. Griffbügel
2. vertikal bewegte Parierstange
3. vorderer- und hinterer Parierbügel
4. ein ovales, stark gewölbtes Stichblatt, schräg zur Längsachse bis in die Höhe der Parierstange
5. Griff voll mit Draht umwickelt
6. über der Griffwicklung vier befestigte Längsstäbe auf dem Griffstück
7. Gefäßmarke mit „Bilbao“ (wahrscheinlich der Ort der Fertigung)

Diese Waffe wurde aufgrund dieser Markierung auch „Bilbo“ oder „Bilbawe“ genannt.